# Agrippina (opera)
Az Agrippina Georg Friedrich Händel 1709-ben írt, háromfelvonásos, olasz nyelvű operája, amelynek szövegkönyvét Vincenso Grimani írta. Az operát 1709 végén nagy sikerrel mutatták be Velencében.

## A mű keletkezése
Händel különösen vonzódott az olasz operastílushoz, ami Attilio Ariostival és Giovanni Bononcinivel való kapcsolatára vezethető vissza, akikkel a berlini udvarban találkozott még 1698-ban. 1706-ban Firenzébe költözött, ahol bemutatták egy operáját. Az Agrippinát 1709-ben írta, amikor már teljesen ura volt a Scarlatti és Vivaldi által képviselt olasz operastílusnak. A darabot még ugyanazon év december 26-án bemutatták a velencei Teatro San Giovanni Grisostormóban.

## Szereplők
| Szereplő                               | Hangfekvés                             |
| -------------------------------------- | -------------------------------------- |
| Agrippina, Claudio felesége            | szoprán                                |
| Claudio (Claudius), római császár      | basszus                                |
| Nerone (Nero), Agrippina fia           | szoprán (eredetileg szoprán kasztrált) |
| Poppea                                 | szoprán                                |
| Ottone (Otho), Claudio hadvezére       | kontraalt                              |
| Pallante (Pallas), Claudio szabadosa   | basszus                                |
| Narciso (Narcissus), Claudio szabadosa | alt (eredetileg alt kasztrált)         |
| Lesbo (Lesbus)                         | basszus                                |
| Giunone (Juno), istennő                | kontraalt                              |

## Cselekmény

### Első felvonás
Rómába hír érkezik, miszerint Claudius császár a viharos tengerbe fulladt. Agrippina, a felesége azt szeretné, ha a fia, Nero kerülne a trónra, és ehhez megszerzi Pallas és Narcissus támogatását, majd még a trónra lépési ceremóniát is elkezdik. Nero nem túl lelkes, de elfogadja anyja akaratát („Con saggio tuo consiglio”). Ekkor érkezik Lesbus az új hírrel, miszerint Claudius mégis él („Allegrezza! Claudio giunge!”), az életét hadvezére, Otho mentette meg. Megérkezik Otho, és bejelenti, hogy a császár hálából öt nevezte meg utódjául. Amikor Agrippina megtudja (magától Othótól), hogy a hadvezér szerelmes Poppeába, beszél a lánnyal, és – mivel azt is tudja, hogy Claudiusnak is tetszik a lány – azt hazudja neki, hogy Otho a koronáért cserébe lemondott Poppeáról, Claudius javára. Azt is tanácsolja, hogy Poppea majd mondja a császárnak, Otho megtiltotta neki, hogy láthassa Claudius, és akkor a császár visszavonja Othónak tett ígéretét. Poppea hisz Agrippinának, és a tanácsai szerint viselkedik a megérkező Claudiussal. Az Otho árulásáról „meggyőződő” császár dühösen távozik, miközben Agrippina álszent módon vigasztalja Poppeát („Non hò cor che per amarti”).

### Második felvonás
Pallas és Narcissus rájönnek, hogy Agrippina becsapta őket. Közben megérkezik Otho, aki megígért koronázása miatt ideges („Coronato il crin d’allore”), majd megjön Agrippina, Nero és Poppea is, hogy üdvözöljék Claudiust. A császár azonban dühében árulónak nevezi Othót, aki nem érti a változást, bizonygatja ártatlanságát, és a két nő és Nero támogatását kéri, akik azonban elutasítják őt. Otho nem érti, döbbenten távozik („Otton, qual portenso fulminare”, „Vol che udite il mio lamenti”). Poppea azonban kétkedni kezd Otho bűnösségében („Bella pur nel mio diletto”), a férfinak sikerül is erről meggyőznie, és bebizonyítja, hogy Agrippina ármánykodása van a dolog mögött. Poppea bosszút forral („Ingannata una sol volta”), de közben megjelenik Nero, aki szerelmet vall neki. Mindazonáltal Agrippina tovább folytatja a cselszövést, ezúttal azt állítja Claudiusnak Othóról, hogy összeesküvést szervez ellene, ezért azt javasolja neki, hogy Nerót nevezze meg utódjának. Claudius ezt meg is ígéri, mert már izgatja, hogy így mégis megkaphatja Poppeát.

### Harmadik felvonás
Poppea elhatározza, ellenakcióba kezd, hogy megbékítse Claudiust Otho irányában, és a hálószobájában megbeszéli a tervét Othóval. Megérkezik Nero is, aki a szerelmét akarja megkapni („Coll ardor del tuo bel core”), de őt is elrejti a függöny mögé, mert érkezik Claudius. A lány beszél Claudiusszal, és elmondja neki, hogy először ő is azt hitte, Otho félrevezette, de valójában Nero volt a cselszövő, aki azt parancsolta neki, hogy utasítsa vissza Claudiust. Nerót fel is fedezik, amint a függöny mögött „hallgatózott”. Claudius elküldi a fiát, aki azonnal anyjához siet, és értesíti Poppea árulásáról. Poppaea ezután elővezeti rejtekéből Othót, és egymás iránti szerelmükről énekelnek. Nero kijelenti, hogy politikai ambíciói miatt inkább lemond szerelméről („Come nubbe che fugge dal vento”). Agrippina ellentámadásba kezd, gúnyolódva azt bizonygatja Claudiusnak, hogy hitt a kedvelt Poppeának, holott az Othót szereti. Közben azonban Pallas és Narcissus felfedte Agrippina eredeti tervét Claudius előtt, és az asszony ekkor már azt bizonygatja, hogy mindezt Claudius trónjának megvédéséért tette („Se vuoi pace”). A császár hisz neki, és mindenkit maga elé rendel. Nerónak azt parancsolja, hogy vegye el Poppeát, a koronát pedig Othóra hagyja. Otho azonban azt válaszolja, hogy ő Poppeáért szívesen lemondana a trónról, és Claudius el is fogadja ezt. Ezzel megnyílik az út Nero előtt, hogy majd ő legyen a császár. Minderre áldást adva megjelenik Juno istennő („V’accendano le tede i raggi delle stelle”).

## A mű színpadra állítása

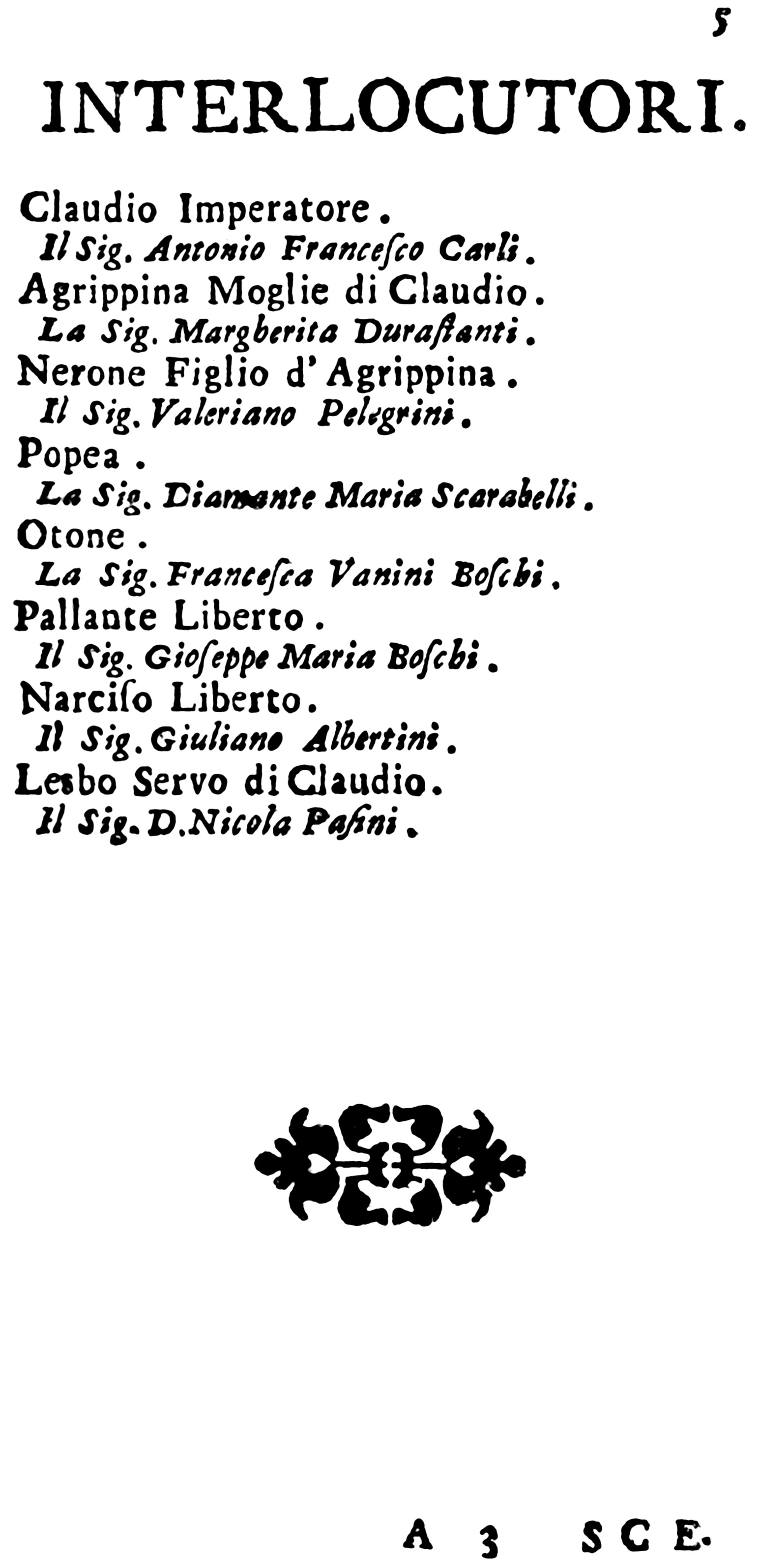
Az eredeti szereposztás egy hirdetésben

Händel opera seriáját 1709. december 26-án mutatták be a velencei Teatro San Giovanni Grisostomóban. A művet egymás után 27-szer játszották a színházban, és mind a közönség, mind a kritikusok körében nagy sikert aratott. John Mainwaring, Händel életrajzírója szerint az előadásokon „…majdnem minden szünetben zengett a »Viva il caro Sassone!« (Éljen szeretett Szászunk!) kiáltásoktól”. Mások azt emelték ki, hogy a közönség milyen jól fogadta a francia stílusú nyitánnyal induló operát, amely mintegy negyven áriát tartalmazott, és közülük harmincegyet – szokatlan módon – a teljes zenekar kísért.
Ismert a bemutató szereposztása. Eszerint Agrippinát Margherita Durastanti, Claudiust Antonio Francesco Carli, Nerót Valeriano Pellegrini, Poppeát Diamante Maria Scarabelli, Othót Francesca Vanini-Boschi, Pallast Giuseppe Maria Boschi, Narcissust Giuliano Albertini, Lesbust Nicola Pasini énekelte.

## A zenéről
Az Agrippina a korszak általános felépítését követi, amennyiben a recitativókat váltogatja a da capo áriákkal.
Az Agrippinához Grimani hatásos librettót írt. A történetben a legtöbb szereplő erkölcsei meglehetősen lazák, mégis súlyos egyéniségek. A szereplők közül hárman (Poppea, Nero, Otho) Claudio Monteverdi Poppea megkoronázása című operájában is előfordulnak. Talán Otho lóg ki leginkább az erkölcsi sorból, amit a zeneszerző a zenében is érzékeltet: a szopránra írt szerep zenéje a legerőteljesebb és a legmegindítóbb, második felvonásbeli áriája (Voi che udite) az opera legmegindítóbb része. A zenemű opera seria, ennek ellenére a komoly részek közé számos komikus elemet is beiktatott a librettó írója, illetve a zeneszerző. Claudius és Nero gyakran énekszólamaiban gyakran fordulnak elő derűs dallamrészek, például a harmadik felvonás „komikus” feloldása során. Az opera zenei anyagát Händel „hangfestéssel és illusztratív zenei szakaszokkal” gazdagította, például Claudius második felvonásbeli Cade il mondo kezdetű áriájában. Mindazonáltal a címszereplő Agrippina erős, fondorlatos egyéniségének zenei jellemzése Händel életművében is kiemelkedő. Ho un non sò che nel cor kezdetű áriája az opera egyik csúcspontjának számít.
Az opera zenekara: két fuvola, két oboa, két trombita, üstdob, három hegedű, mélyhegedű, két cselló és basso continuo.

## Az opera áriái és más számai
| - Sinfonia Első felvonás - Nerone, amato figlio! – recitativo (Agrippina, Nero) - Con saggio tuo consiglio il trono ascendero – ária (Nero) - Per cosi grand impressa – recitativo (Agrippina) - À cenni tuoi sovrani – recitativo (Pallas, Agrippina) - La mia sorte fortunata – ária (Pallas) - Orche Pallante e vinto – recitativo (Agrippina) - Umile alle tue piante – recitativo (Narcissus, Agrippina) - Volo pronto, e lieto il core – ária (Narcissus) - Quanto fa, quanto puole – recitativo (Agrippina) - L’alma mia frà le tempeste ritrovar – ária (Agrippina) - Qual piacere a un cor pietoso – arioso (Nero) - Amici, al sen vi stringo – recitativo (Nero) - Ecco chi presto – recitativo (Narcissus, Pallas, Nero) - Questo e’l giorno fatal del mio destino – recitativo (Nero, Narcissus, Pallas) - Voi, che dell'alta Roma – recitativo (Agrippina) - Il tuo figlio merta sol scettro / La tua prole merta sol – kvartett (Agrippina, Nero, Narcissus, Pallas) - Ma qual di liete trombe – recitativo (Agrippina) - Allegrezza! Allegrezza! Claudio giunge – arietta (Lesbus) - Che sento! Crudo ciel! – recitativo (Pallas, Narcissus, Agrippina, Nero) - Evviva, Claudio, evviva! – kvartett (Pallas, Narcissus, Agrippina, Nero) - Oh contenti perduti! – recitativo (Narcissus, Pallas, Nero, Lesbus) - Vien la fiera cagion – recitativo (Agrippina, Nero, Narcissus, Pallas) - Ratto volo a Poppea nunzio d’amore – recitativo (Lesbus) - Alle tue piante, oh Augusta – recitativo (Otho, Agrippina, Narcissus, Pallas, Nero) - Augusta, amo Poppea – recitativo (Otho, Agrippina) - Tu ben degno sei dell’allor – ária (Agrippina) - L’ultima del gioir meta gradita – recitativo (Otho) - Lusinghiera mia speranza – ária (Otho) - Vaghe perle, eletti fiori – ária (Poppaea) - Ottone, Claudio, Nerone – recitativo (Poppea) - Signora, oh mia Signora! – recitativo (Lesbus, Poppea) - Di lieta nuova apportator – recitativo (Lesbus, Agrippina, Poppea) - Perche in vece di Claudio – recitativo (Poppea) - È un foco quel d’amore che penetra nel core – ária (Poppaea) - Ma qui Agrippina viene – recitativo (Poppea, Agrippina) - Ho un non sò che nel cor – ária (Agrippina) - Cieli, quai strani casi – recitativo (Poppea) - Fà quanto vuoi, gli schemi tuoi – ária (Poppaea) - Per punir che m’ha ingannata – ária (Poppaea) - Non veggo alcun – recitativo (Lesbus) - Pur ritorno a rimirarvi – ária (Claudius) - Ma, oh ciel, mesta e confusa – recitativo (Claudius, Poppea) - Vieni, oh cara ch’in lacci stretto – arietta (Claudius) - Che mai faro! – recitativo (Poppea, Claudius) - Signor, presto fuggiamo! – recitativo (Lesbus, Claudius, Poppea) - E quando mai i sensi / Quando vorrai! / Partiam Signor! – tercett (Poppaea, Claudius, Lesbus) - Pur al fin si riando – recitativo (Poppea) - Oh mia liberatrice – recitativo (Poppea, Agrippina) - Non hò cor che per amarti – ária (Agrippina) - Se Ottone m’inganno – recitativo (Poppea) - Se giunge un dispetto s’danni del cor – ária (Poppaea) | Második felvonás - Dunque noi siam traditi? – recitativo (Pallas, Narcissus) - A noi la destra sia pegno di fede – recitativo (Narcissus, Pallas) - Coronato il crin d’alloro – ária (Otho) - Roma piu ch’il trionfo – recitativo (Pallas, Narcissus, Otho) - Prelűd - Ecco il superbo! – recitativo (Agrippina, Poppea, Nero, Otho, Narcissus) - Di timpani e trombe – kórus (Poppea / Nero, Agrippina, Otho / Narcissus, Pallas / Lesbus) - Nella Britannia vinta – recitativo (Claudius) - Cade il mondo soggiogato – ária (Claudius) - Signor, quanto il mio core – recitativo (Agrippina, Claudius, Poppes, Nero, Narcissus, Pallas, Otho) - Giubila, oh core! – recitativo (Poppea, Otho, Claudius) - Nulla sperar da me, anima senza fe – ária (Agrippina) - E tu, Poppea, mio bene? – recitativo (Otho) - Tuo ben è l’trono, io non son piu tuo ben – ária (Poppaea) - Soccori almen Nerone! – recitativo (Otho) - Sotto il lauro ch’hai sul crine – ária (Nero) - Scherzo son del destin – recitativo (Otho, Narcissus, Pallas, Lesbus) - Otton, qual portentoso fulmine è questi? – recitativo (Otho) - Voi che udite il mio lamento – ária (Otho) - Bella pur nel mio diletto – ária (Poppaea) - Il tormento d’Ottone – recitativo (Poppea) - Par che amor sia cagion – recitativo (Poppea) - Vaghe fonti, che mormorando – arioso (Otho) - Ma qui che veggo, oh cieli? / Voi formite, oh luci care – recitativo és arioso (Otho, Poppea) - Fantasme della mente – recitativo (Poppea, Otho) - Ti vo’ giusta e non pietosa – ária (Otho) - Di quali ordite trame – recitativo (Poppea) - Ingannata una sol volta – ária (Poppaea) - Pur al fin ti ritrovo – recitativo (Lesbus, Poppea) - A non pochi perigli – recitativo (Poppea, Nero) - Oh come amica sorte – recitativo (Poppea, Nero) - Col peso del tuo amor – ária (Poppaea) - Qual bramato piacere – recitativo (Nero) - Quando invita la donna l'amante – ária (Nero) - Pensieri, voi mi tormentate – ária (Agrippina) - Quel ch’oprai e soggetto – recitativo (Agrippina) - Pensieri, voi mi tormentate – ária (Agrippina) - Se ben nemica sorte – recitativo (Pallas, Agrippina) - Col raggio placido della speranza – ária (Pallas) - Di giunger non dispero – recitativo (Agrippina) - Or e tempo, oh Narciso – recitativo (Agrippina, Narcissus) - Spererò, poichè mel dice – ária (Narcissus) - Per dar la pace al core – recitativo (Agrippina) - A vagheggiar io vengo – recitativo (Claudius, Agrippina) - Signor, Poppea – recitativo (Lesbus, Claudius, Agrippina) - Basta che sol tu chieda – ária (Claudius) - Favorevol la sorte – recitativo (Agrippina) - Ogni vento ch’al porto la spinga – ária (Agrippina) | Harmadik felvonás - Il caro Otton – recitativo (Poppea) - Ah mia Poppea! ti prego – recitativo (Otho, Poppea) - Tacerò pur che fedele – ária (Otho) - Attendo qui Nerone – recitativo (Poppea) - Anelante ti reco – recitativo (Nero, Poppea, Otho) - Coll’ ardor del tuo bel core – ária (Nero) - Amico ciel – recitativo (Poppea) - Qui non v’e alcun, Signore – recitativo (Lesbus, Poppea, Claudius, Nero, Otho) - Temerario, insolente! – recitativo (Claudius, Nero, Poppea, Otho) - Ora, Claudio, che dici? – recitativo (Poppea, Claudius) - Io di Roma il Giove sono – ária (Claudius) - Pur al fin se n'ando – recitativo (Poppea) - Ora, Ottone, che dici? – recitativo (Poppea, Otho) - Pur ch’io ti stringa al sen – ária (Otho) - Piega pur del mio cor – recitativo (Poppea) - Bel piacere e godere fido amor – ária (Poppaea) - Cotanto oso Poppea? – recitativo (Agrippina, Nero) - Come nube che fugge dal vento – ária (Nero) - Evvi donna piu empia? – recitativo (Pallas, Narcissus) - Agrippina, Nerone – recitativo (Claudius, Pallas, Narcissus) - Adorato mio sposo – recitativo (Agrippina, Claudius, Narcissus, Pallas) - Se vuoi pace, oh volto amato – ária (Agrippina) - Ecco la mia rivale – recitativo (Agrippina, Poppea, Nero, Otho, Claudius) - Lieto il Tebro increspi l’onda (kórus) - V’accendano le tede i raggi delle stelle – kórus (Poppea / Nero / Agrippina, Otho / Narcissus, Claudius / Pallas / Lesbus) - D’Ottone e di Poppea – recitativo (Juno) - V’accendano le tede i raggi delle stelle – ária (Juno) |

## Hangfelvételek
- Agrippina – Sally Bradshaw, Claudio – Nicholas Isherwood, Nerone – Wendy Hill, Poppea – Lisa Saffer, Ottone – Drew Minter, Pallante – Michael Dean, Narciso – Ralf Popken, Lesbo – Szilágyi Béla, Giunone – Gloria Banditelli. Közreműködik: a Capella Savaria, vezényel: Nicholas McGegan. A felvétel ideje: 1992. Kiadás: 3 CD, Harmonia Mundi 907063/5, időtartam: 3 óra 25 perc 53 másodperc.
- Agrippina – Della Jones, Claudio – Alastair Miles, Nerone – Derek Lee Ragin, Poppea – Donna Brown, Ottone– Michael Chance, Pallante – George Mosley, Narciso – Jonathan Peter Kenny, Lesbo – Julian Clarkson, Giunone – Anne Sofie von Otter.Közreműködik: English Baroque Soloists, vezényel: John Eliot Gardiner. A felvétel ideje: 1991–92. Kiadás: 3 CD, 2007, Decca/Philips 000829302.

## Fordítás
Ez a szócikk részben vagy egészben  az   Agrippina (opera) című angol Wikipédia-szócikk ezen változatának fordításán alapul.  Az eredeti cikk szerkesztőit annak laptörténete sorolja fel. Ez a jelzés csupán a megfogalmazás eredetét és a szerzői jogokat jelzi, nem szolgál a cikkben szereplő információk forrásmegjelöléseként.